# Vincent Naveau
Vincent Naveau (* 8. September 1984) ist ein belgischer Biathlet.
Vincent Naveau startet seit 2004 im Junioren-Biathlon-Europacup. Seine ersten Rennen, ein Sprint und ein Einzel, bestritt er in Geilo und belegte in beiden Rennen 24. Plätze. Anschließend startete er erstmals ebenfalls in Geilo im Biathlon-Europacup. Im Einzel wurde er 107. Bis 2005 trat er nur im Rahmen dieses Wettbewerbs an, bestes Ergebnis wurde ein 47. Rang im Einzel von Garmisch-Partenkirchen. In Oberhof startete Naveau 2006 zum ersten Mal im Biathlon-Weltcup. Sein erstes Rennen war ein Sprint, in dem er den 101. belegte. Erstmals bei einer Biathlon-Weltmeisterschaft startete der Belgier 2007 in Antholz. Im Sprint wurde er 97. Ein Jahr später in Östersund erreichte er die Platzierungen 198 im Einzel und 106 im Sprint.
2005 gewann Naveau in Ruhpolding den Titel des belgischen Meisters im Sprint. Im Einzel und im Massenstart wurde er zudem Dritter.
Seine letzten Rennen im Weltcup bestritt er bei der Weltmeisterschaft in Ruhpolding 2012.

## Biathlon-Weltcup-Platzierungen
Die Tabelle zeigt alle Platzierungen (je nach Austragungsjahr einschließlich Olympische Spiele und Weltmeisterschaften).
- 1.–3. Platz: Anzahl der Podiumsplatzierungen
- Top 10: Anzahl der Platzierungen unter den ersten zehn (einschließlich Podium)
- Punkteränge: Anzahl der Platzierungen innerhalb der Punkteränge (einschließlich Podium und Top 10)
- Starts: Anzahl gelaufener Rennen in der jeweiligen Disziplin

| Platzierung                      | Einzel | Sprint | Verfolgung | Massenstart | Staffel | Gesamt |
| -------------------------------- | ------ | ------ | ---------- | ----------- | ------- | ------ |
| 1. Platz                         |        |        |            |             |         |        |
| 2. Platz                         |        |        |            |             |         |        |
| 3. Platz                         |        |        |            |             |         |        |
| Top 10                           |        |        |            |             |         |        |
| Punkteränge                      |        |        |            |             | 1       | 1      |
| Starts                           | 6      | 13     |            |             | 1       | 20     |
| Stand: nach der Saison 2011/2012 |        |        |            |             |         |        |